# إل سينيزو
إل سينيزو (بالإنجليزية: El Cenizo, Texas)‏ هي مدينة تقع في مقاطعة ويب، تكساس بولاية تكساس في شمال شرق الولايات المتحدة. تبلغ مساحة هذه المدينة 1.3 (كم²)، وترتفع عن سطح البحر 137.2 م، بلغ عدد سكانها 3273 نسمة في عام 2010 حسب إحصاء مكتب تعداد الولايات المتحدة وتصل الكثافة السكانية فيها 2727 نسمة/كم2.

## التركيبة السكانية
حدّد مكتب تعداد الولايات المتحدة بيانات التركيبة السكانية لإل سينيزو في تعداد الولايات المتحدة. في ما يلي، التركيبة السكانية حسب تعدادي 2000 و2010.

### تعداد عام 2000
بلغ عدد سكان إل سينيزو 3,545 نسمة بحسب تعداد عام 2000، وبلغ عدد الأسر 730 أسرة وعدد العائلات 680 عائلة مقيمة في المدينة. في حين سجلت الكثافة السكانية 2,587.6 نسمة لكل كيلومتر مربع (6,701.9/ميل2). وبلغ عدد الوحدات السكنية 811 وحدة بمتوسط كثافة قدره 592 لكل كيلومتر مربع (1,533.3/ميل2).
وتوزع التركيب العرقي للمدينة بنسبة 80.73% من البيض و0.28% من الأمريكيين الأفارقة و1.07% من الأمريكيين الأصليين و0.06% من الأمريكيين ذوي الأصول الآسيوية و14.67% من الأعراق الأخرى و3.19% من عرقين مختلطين أو أكثر و98.90% من الهسبانيون أو اللاتينيون من أي عرق.
بلغ عدد الأسر 730 أسرة كانت نسبة 81% منها لديها أطفال تحت سن الثامنة عشر تعيش معهم، وبلغت نسبة الأزواج القاطنين مع بعضهم البعض 67.8% من أصل المجموع الكلي للأسر، ونسبة 19% من الأسر كان لديها معيلات من الإناث دون وجود شريك،  بينما كانت نسبة 6.3% من الأسر لديها معيلون من الذكور دون وجود شريكة وكانت نسبة 6.8% من غير العائلات. تألفت نسبة 6% من أصل جميع الأسر من عدة أفراد يعيشون في نفس المنزل ونسبة 3.3% كانت تتألف من شخص يعيش بمفرده يبلغ من العمر 65 عاماً أو أكثر. وبلغ متوسط حجم الأسرة المعيشية 4.86، أما متوسط حجم العائلات فبلغ 5.04.
بلغ العمر الوسطي للسكان 18.5 عاماً. وكانت نسبة 48.9% من القاطنين تحت سن الثامنة عشر، وكانت نسبة 11.2% بين الثامنة عشر والرابعة والعشرين عاماً، ونسبة 25.2% كانت واقعةً في الفئة العمرية ما بين الخامسة والعشرين والرابعة والأربعين عاماً، ونسبة 10.9% كانت ما بين الخامسة والأربعين والرابعة والستين، ونسبة 3.8% كانت ضمن فئة الخامسة والستين عاماً فما فوق. يوجد لكل 100 أنثى 102.2 ذكر، ويوجد لكل 100 أنثى في الثامنة عشر من عمرها فما فوق 96.4 ذكر.
بلغ متوسط دخل الأسرة في المدينة 13,333 دولارًا، أما متوسط دخل العائلة فبلغ 13,438 دولارًا. وكان متوسط دخل الذكور 14,200 دولارًا مقابل 10,625 دولارًا للإناث. وسجل دخل الفرد الخاص بالمدينة 3,610 دولارًا. وكانت نسبة 66.3% من العائلات ونسبة 68.1% من السكان تحت خط الفقر، وكان من هؤلاء نسبة 74.4% تحت سن الثامنة عشر ونسبة 60% في الخامسة والستين من العمر وما فوق.

### تعداد عام 2010
بلغ عدد سكان إل سينيزو 3,273 نسمة بحسب تعداد عام 2010، وبلغ عدد الأسر 733 أسرة وعدد العائلات 654 عائلة مقيمة في المدينة. في حين سجلت الكثافة السكانية 2,389.1 نسمة لكل كيلومتر مربع (6,187.7/ميل2). وبلغ عدد الوحدات السكنية 837 وحدة بمتوسط كثافة قدره 610.9 لكل كيلومتر مربع (1,582.2/ميل2).
وتوزع التركيب العرقي للمدينة بنسبة 95.33% من البيض و0.34% من الأمريكيين الأصليين و0.03% من الأمريكيين ذوي الأصول الآسيوية و4.06% من الأعراق الأخرى و0.24% من عرقين مختلطين أو أكثر و99.24% من الهسبانيون أو اللاتينيون من أي عرق.
بلغ عدد الأسر 733 أسرة كانت نسبة 68.2% منها لديها أطفال تحت سن الثامنة عشر تعيش معهم، وبلغت نسبة الأزواج القاطنين مع بعضهم البعض 61.4% من أصل المجموع الكلي للأسر، ونسبة 20.3% من الأسر كان لديها معيلات من الإناث دون وجود شريك،  بينما كانت نسبة 7.5% من الأسر لديها معيلون من الذكور دون وجود شريكة وكانت نسبة 10.8% من غير العائلات. تألفت نسبة 9.4% من أصل جميع الأسر من عدة أفراد يعيشون في نفس المنزل ونسبة 4.1% كانت تتألف من شخص يعيش بمفرده يبلغ من العمر 65 عاماً أو أكثر. وبلغ متوسط حجم الأسرة المعيشية 4.47، أما متوسط حجم العائلات فبلغ 4.80.
بلغ العمر الوسطي للسكان 22.9 عاماً. وكانت نسبة 40.9% من القاطنين تحت سن الثامنة عشر، وكانت نسبة 12.4% بين الثامنة عشر والرابعة والعشرين عاماً، ونسبة 24.5% كانت واقعةً في الفئة العمرية ما بين الخامسة والعشرين والرابعة والأربعين عاماً، ونسبة 17.6% كانت ما بين الخامسة والأربعين والرابعة والستين، ونسبة 4.7% كانت ضمن فئة الخامسة والستين عاماً فما فوق. وتوزع التركيب الجنسي للسكان بنسبة 50.5% ذكور و49.5% إناث.

## وصلات خارجية
- http://www.cityofelcenizo.com/
- The US50 - Cities and Towns in Texas State